# Dominik Gattilusio

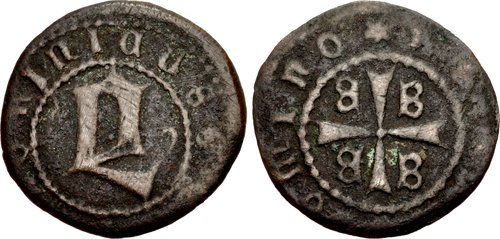
Moneta z czasów panowania Dominika Gattilusio

Dominik Gattilusio (zm. 1458) – piąty genueński władca Lesbos od 1455 do 1458. 

## Życiorys
Był synem Dorina I Gattilusio. Został obalony i uduszony przez młodszego brata Niccolò Gattilusio. 